# Šerm na Letních olympijských hrách 2012
Šerm na Letních olympijských hrách 2012 je sportovní disciplína, v níž se na olympijských hrách 2012 rozdávalo deset sad medailí. Pět v mužských soutěžích a zbylých pět v ženských soutěžích. Všechna utkání probíhala v londýnském centru ExCeL.

## Výsledky disciplín

### Muži
| Kategorie            | Zlato                                                                               | Stříbro                                                                                       | Bronz                                                                                  |
| -------------------- | ----------------------------------------------------------------------------------- | --------------------------------------------------------------------------------------------- | -------------------------------------------------------------------------------------- |
| Fleret – jednotlivci | Lej Šeng · Čína (CHN)                                                               | Aláldin Abúelkásim · Egypt (EGY)                                                              | Čchö Pjung-čchol · Jižní Korea (KOR)                                                   |
| Kord – jednotlivci   | Rubén Limardo · Venezuela (VEN)                                                     | Bartosz Piasecki · Norsko (NOR)                                                               | Čong Čin-son · Jižní Korea (KOR)                                                       |
| Šavle – jednotlivci  | Áron Szilágyi · Maďarsko (HUN)                                                      | Diego Occhiuzzi · Itálie (ITA)                                                                | Nikolaj Kovaljov · Rusko (RUS)                                                         |
| Fleret – družstvo    | Itálie (ITA) · Valerio Aspromonte · Giorgio Avola · Andrea Baldini · Andrea Cassarà | Japonsko (JPN) · Suguru Awaji · Kenta Chida · Ryo Miyake · Júki Óta                           | Německo (GER) · Peter Joppich · Sebastian Bachmann · Benjamin Kleibrink · André Weßels |
| Šavle – družstvo     | Jižní Korea (KOR) · Ku Pon-kil · Won U-jong · Kim Čong-hwan · O Un-sok              | Rumunsko (ROU) · Rareș Dumitrescu · Tiberiu Dolniceanu · Florin Zalomir · Alexandru Siriţeanu | Itálie (ITA) · Aldo Montano · Diego Occhiuzzi · Luigi Samele · Luigi Tarantino         |

### Ženy
| Kategorie            | Zlato                                                                                             | Stříbro                                                                                              | Bronz                                                                                          |
| -------------------- | ------------------------------------------------------------------------------------------------- | --- | ---------------------------------------------------------------------------------------------- |
| Fleret – jednotlivci | Elisa Di Franciscaová · Itálie (ITA)                                                              | Arianna Errigová · Itálie (ITA)                                                                      | Valentina Vezzaliová · Itálie (ITA)                                                            |
| Kord – jednotlivci   | Jana Šemjakinová · Ukrajina (UKR)                                                                 | Britta Heidemannová · Německo (GER)                                                                  | Sun Jü-ťie · Čína (CHN)                                                                        |
| Šavle – jednotlivci  | Kim Či-jon · Jižní Korea (KOR)                                                                    | Sofja Veliká · Rusko (RUS)                                                                           | Olha Charlanová · Ukrajina (UKR)                                                               |
| Fleret – družstvo    | Itálie (ITA) · Arianna Errigová · Elisa Di Franciscaová · Ilaria Salvatori · Valentina Vezzaliová | Rusko (RUS) · Inna Deriglazovová · Larisa Korobejnikovová · Aida Šanajevová · Kamilla Gafurdžanovová | Jižní Korea (KOR) · Nam Hjon-hui · Čon Hui-suk · Jung Gil-Ok · Oh Ha-Na                        |
| Kord – družstvo      | Čína (CHN) · Sun Jü-ťie · Sü An-čchi · Li Na · Luo Siao-ťüan                                      | Jižní Korea (KOR) · Shin A-Lam · Choi In-Jeong · Jung Hyo-Jung · Choi Eun-Sook                       | Spojené státy americké (USA) · Courtney Hurley · Kelley Hurley · Maya Lawrence · Susie Scanlan |

## Medailové pořadí
| Pořadí | Země                         | Zlato | Stříbro | Bronz | Celkem |
| ------ | ---------------------------- | ----- | ------- | ----- | ------ |
| 1.     | Itálie (ITA)                 | 3     | 2       | 2     | 7      |
| 2.     | Jižní Korea (KOR)            | 2     | 1       | 3     | 6      |
| 3.     | Čína (CHN)                   | 2     | 0       | 1     | 3      |
| 4.     | Ukrajina (UKR)               | 1     | 0       | 1     | 2      |
| 5.     | Maďarsko (HUN)               | 1     | 0       | 0     | 1      |
| 5.     | Venezuela (VEN)              | 1     | 0       | 0     | 1      |
| 7.     | Rusko (RUS)                  | 0     | 2       | 1     | 3      |
| 8.     | Německo (GER)                | 0     | 1       | 1     | 2      |
| 9.     | Egypt (EGY)                  | 0     | 1       | 0     | 1      |
| 9.     | Japonsko (JPN)               | 0     | 1       | 0     | 1      |
| 9.     | Norsko (NOR)                 | 0     | 1       | 0     | 1      |
| 9.     | Rumunsko (ROU)               | 0     | 1       | 0     | 1      |
| 13.    | Spojené státy americké (USA) | 0     | 0       | 1     | 1      |
| Celkem | Celkem                       | 10    | 10      | 10    | 30     |